# Mafalda Mendes de Almeida
Mafalda Mendes de Almeida, nascida a 17 de julho de 1952, é uma das figuras mais influentes na indústria da televisão e do cinema em Portugal. Com uma carreira multifacetada que abrange várias décadas, Mafalda tem deixado uma marca indelével na paisagem mediática portuguesa.
A sua jornada profissional é marcada por uma diversidade de experiências. Mafalda foi funcionária da Secretaria de Estado da Cultura, fotógrafa profissional e realizadora de televisão e publicidade. Cada uma destas experiências contribuiu para a sua visão única e inovadora como produtora de televisão.
Em 1989, Mafalda fundou a Mandala, uma empresa de comunicação e produção de audiovisuais. Sob a sua liderança, a Mandala foi responsável pela criação de uma série de programas televisivos que se tornaram marcos na televisão portuguesa. Entre eles, destaca-se o "Contra Informação", um programa que se distinguiu pela sua abordagem satírica e humorística à atualidade e que durante mais de 15 anos foi emitido em sete canais diferentes e o programa Salvador cuja missão era melhorar e quebrar as barreiras dos obstáculos na vida de pessoas com necessidades especiais. 
Mafalda tem desempenhado um papel ativo na promoção da indústria da televisão em Portugal. Foi vice-presidente da Associação de Produtores Independentes de Televisão e em 2009 tornou-se vice-presidente da Academia Portuguesa da Gastronomia, cargo que ocupou durante vários anos, tendo produzido programas de gastronomia de grande sucesso, aliada a nomes como José Avillez ou Bento dos Santos. 
A sua contribuição para a indústria da televisão e do cinema tem sido reconhecida através de várias distinções. Em 1999, Mafalda foi premiada com o Prémio Máxima Mulher de Negócios e o Prémio Procópio - Personalidade Política. Em 2001, recebeu o Prémio Melhor Imagem Expresso/Portugal Fashion.
Além das conquistas alcançadas enquanto diretora geral da Mandala, recebeu também outros prémios, como o Prémio Dona Antónia em 2005 e o título de comendadora da confraria Grão Vasco. 
Em 2022 foi produtora executiva do docudrama Triunfo do Saber, a propósito das comemorações do centenário da travessia área do Atlântico sul por Gago Coutinho e o seu familiar, Sacadura Cabral. O programa, escrito por Ana Vasques e emitido pela RTP, contou com colaborações de grandes nomes das artes nacionais, tais como o maestro Rui Massena e a escritora Luísa Costa Gomes. 

Mafalda Mendes de Almeida é uma verdadeira pioneira, cuja paixão e dedicação têm impulsionado a indústria da televisão em Portugal. A sua influência e liderança continuam a inspirar a próxima geração de criadores de conteúdo televisivo.